# Aquél no era yo
Aquél no era yo (deutsch Das war nicht ich) ist ein spanischer Kurzfilm von Esteban Crespo aus dem Jahr 2012. Er behandelt das Thema Kindersoldat.

## Handlung
Paula und Jaunjo sind spanische Entwicklungshelfer und fahren durch Afrika mit Conductor (engl. für Leiter, Dirigent, Zugführer), ihrem Fremdenführer. An einem Straßenposten wird das Fahrzeug von Kindersoldaten gestoppt. Während Conductor die Papiere vorzeigt, unterhält sich Jaunjo mit Kaney, einem der Kindersoldaten. Als ein General dies bemerkt, lässt er die Entwicklungshelfer und ihren Führer unter dem Vorwand, sie hätten versucht, Soldaten zu entführen, verhaften.
Ein erwachsener Kaney spricht vor einer großen Menschenmenge und beschreibt, dass er gar nicht sicher war, ob die drei wirklich versucht hätten, Kindersoldaten zu entführen, dass es ihm aber eigentlich egal war.
Die drei Personen wurden als Geiseln in eine militärische Anlage verbracht. Der General fragt, welcher seiner jungen Soldaten tapfer genug sei, die Gefangenen zu erschießen. Eins der Kinder eröffnet das Feuer, tötet Conductor, verletzt aber versehentlich ein anderes Kind. Der General lobt das Kind, befiehlt dann jedoch Kaney das verletzte Kind zu töten, da es nun verkrüppelt sei und nicht mehr zum Soldaten tauge. Zunächst ist Kaney widerwillig, tötet dann aber seinen ehemaligen Kameraden trotz dessen Flehen. Jaunjo schreit auf, sie würden ihre Menschlichkeit verlieren, und sagt schockiert zu Kaney, dass es sein Freund gewesen sei. Kaney wird daraufhin wütend und erschießt Jaunjo.
Kaney erklärt, dass in seiner Kultur Familie sehr wichtig sei. Der General wäre so etwas wie sein Vater gewesen, deshalb habe er ihm blind gehorcht.
Paula ist nun die letzte Überlebende der Helfer. Teniente fesselt sich mit einer Handschelle an sie und beginnt sie zu vergewaltigen, während Kaney Wache steht. Doch das Camp wird angegriffen und Teniente muss abbrechen. Paula versteckt sich in der Anlage, während das komplette Camp vom Militär ausgelöscht wird. Als sie mit einem verlassenen Jeep fliehen will, entdeckt sie den noch lebenden Kaney. Sie schnappt sich eine Waffe und zwingt Kaney mit sich zu kommen. An einer Gabelung fragt sie Kaney nach dem Weg in die Stadt, doch dieser weigert sich ihr Auskunft zu geben. Paula verspricht ihm ein warmes Bett, doch er weigert sich weiterhin. Anschließend erklärt sie, wenn sie der Armee in die Hände fallen würden, könne sie ihn nicht beschützen. Kaney dagegen sagt, wenn sie seinen Leuten in die Hände fallen würde, würde er dafür sorgen, dass sie ihren Spaß mit ihr hätten. Schließlich schießt Paula ihm ins Bein und schreit ihn an, dass er nun ein Krüppel sei und fragt, was nun mit ihm passieren würde.
Kaney beendet seine Ansprache und man sieht Paula im Publikum sitzen, wie sie weint und applaudiert.

## Hintergrund
Der Film wurde am 9. Februar 2012 auf einer Veranstaltung der spanischen Nichtregierungsorganisationen Fundación El Compromiso, Amnistía Internacional, Save the Children, Entreculturas, Alboan und ONG DYES anlässlich des Internationalen Tages gegen den Einsatz von Kindersoldaten uraufgeführt. Er gewann diverse Filmpreise, darunter den Goya als bester Kurzfilm (Fiction). Außerdem war er bei der Oscarverleihung 2014 als bester Kurzfilm nominiert.